# Самоврядна Республіка
Самоврядна Республіка — назва програми, прийнятої 7 жовтня 1981 року на завершення 1-го Національного з’їзду делегатів НСЗЗ «Солідарність». Творцем цієї концепції був Броніслав Геремек. Його основні постулати включали створення робочих органів самоврядування на підприємствах і місцевого самоврядування.
Основні припущення сформувалися в так звані тези, наприклад щодо запровадження місцевого самоврядування та демократичних реформ, захисту рівня життя, необхідності відновлення ринкової рівноваги в рамках антикризової програми, соціального контролю над постачанням продуктів харчування або забезпечення безпечних і здорових умов праці.

## Примітик
1. ↑  Paweł Stefan Załęski, Neoliberalizm i społeczeństwo obywatelskie, Wydawnictwo Uniwersytetu Mikołaja Kopernika, Toruń 2012, s. 111-121.
2. ↑  , Ogólnopolska Federacja Organizacji Pozarządowych, "Federalista nr 1"